# Augusto Vargas Cortés
Augusto Vargas Cortés (Cali, 26 marzo 1962) è un ex calciatore colombiano, di ruolo difensore.

## Caratteristiche tecniche
Giocava come difensore centrale.

## Carriera

### Club
Vargas Cortés debuttò in massima serie colombiana il 28 luglio 1982, scendendo in campo con la maglia del Deportivo Cali contro il Deportes Tolima. Nelle successive tre stagioni non giocò mai, e tornò in prima divisione nel 1986, con il Deportes Quindío. In tale club fu impiegato con costanza, e raggiunse le 281 presenze in massima serie: tale cifra lo rende il 5º giocatore per numero di gare giocate per il Quindío in Primera A. Nel 1992 torna al Deportivo Cali, con cui supera quota 300 presenze complessive in campionato; nel 1993 gioca per l'Independiente Medellín. Nel 1994 si trasferisce all'Atlético Huila, dove gioca 7 partite; chiude poi la carriera dopo 10 incontri nel Cúcuta.

### Nazionale
Vargas Cortés conta una presenza in Nazionale colombiana, ottenuta nel 1991; fu convocato per la Copa América 1991, ma non fu mai impiegato.